# Adolfo Consolini
Adolfo Consolini (Costermano, 5 de janeiro de 1917 - Milão, 20 de dezembro de 1969) foi um atleta e campeão olímpico italiano, especializado no lançamento de disco.
Mais novo de cinco irmãos numa família de fazendeiros, ele começou a trabalhar nos campos assim que completou o ensino básico. Seu primeiro contato com o esporte veio em 1937, aos 20 anos, quando participou de uma demonstração de lançamento de pedras numa competição. Pouco tempo depois, durante um torneio do Movimento da Juventude Fascista, foi notado por um técnico de atletismo que o recolheu sob sua proteção e o iniciou no lançamento de disco.
Em 1941, durante a Segunda Guerra Mundial, ele quebrou o recorde mundial da prova (53,34 m) no clube Giuriati, em Milão. Campeão europeu da modalidade em 1946, 1950 e 1954, Consolini tornou-se campeão olímpico em Londres 1948 com um lançamento de 52,78 m, um metro a mais que a marca do medalha de prata e recorde olímpico. Em Helsinque 1952, ficou com a medalha de prata na modalidade.
Depois de quebrar mais um vez seu próprio recorde mundial (55,33 m), Consolini ainda participou de mais dois Jogos Olímpicos, sem conseguir medalhar e em Roma 1960, nos Jogos em casa, aos 43 anos fez o juramento do atleta durante a cerimônia de abertura. Morreu em 1969 de hepatite viral.